# Blechnum ensiforme
Blechnum ensiforme är en kambräkenväxtart som först beskrevs av Frederik Michael Liebmann, och fick sitt nu gällande namn av Carl Frederik Albert Christensen. Blechnum ensiforme ingår i släktet Blechnum och familjen Blechnaceae. Inga underarter finns listade.